# Florinda (zoologia)
Florinda O. P.-Cambridge, 1896 è un genere di ragni appartenente alla famiglia Linyphiidae.

## Distribuzione
L'unica specie oggi attribuita a questo genere è stata reperita in varie località dell'America settentrionale (USA) e dell'America centrale (Messico e Indie Occidentali).

## Tassonomia

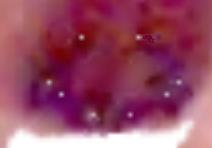
Florinda coccinea, pattern oculare, visibili gli 8 ocelli

Questo genere è stato rimosso dalla sinonimia con Linyphia Latreille, 1804, ed è considerato un sinonimo anteriore di Linyphiella Banks, 1905, a seguito di un lavoro degli aracnologi Gertsch & Davis del 1946
A dicembre 2011, si compone di una specie:
- Florinda coccinea (Hentz, 1850)[3] — USA, Messico, Indie occidentali

### Sinonimi
- Florinda mirifica O. P.-Cambridge, 1896; questi esemplari sono stati riconosciuti sinonimi di Florinda coccinea (Hentz, 1850), a seguito di un lavoro degli aracnologi Gertsch & Davis del 1946[1]